# 타일러 살라디노
타일러 아르톨로 살라디노(Tyler Artolo Saladino, 1989년 7월 20일 ~ )는 미국의 야구 선수이자, 전 KBO 리그 삼성 라이온즈의 내야수이다.

## 미국 프로야구 시절
2015년에 시카고 화이트삭스에 입단하였다.

## 한국 프로야구 시절

### 삼성 라이온즈시절
2020년에 다린 러프를 대체할 외국인 타자로 영입되었다. 44경기에 출전하여 준수한 성적을 내었음에도 고질적인 허리 부상으로 인하여 결국 삼성 라이온즈는 7월 29일 그를 웨이버 공시하였다. 그의 대체 용병으로는 다니엘 팔카가 영입되었다.